# Thuiaria thuja
Thuiaria thuja is een hydroïdpoliep uit de familie Sertulariidae. De poliep komt uit het geslacht Thuiaria. Thuiaria thuja werd in 1758 voor het eerst wetenschappelijk beschreven door Carl Linnaeus.

## Beschrijving
Deze hydroïdpoliep bestaat uit een stugge centrale stengel die een 'borstel' van vertakte zijtakken ondersteunt. De zijtakken zijn allemaal even lang en een paar keer vertakt, waardoor het lijkt op een flessenborstel. Het is een typische soort van ondiepe en diepe, blootgestelde rotsachtige sublitorale leefomgevingen.

## Verspreiding
Thuiaria thuja is zeer noordelijke soort op de Britse Eilanden, deze soort wordt alleen gevonden rond het noorden van Schotland en tot in de Noordzee. Aan de westkust strekt het zich alleen naar het zuiden uit tot aan het noordelijke uiteinde van de Buiten-Hebriden, maar het komt zo ver naar het zuiden voor als Northumberland aan de oostkust.